# Monumento a la Resistencia Alemana

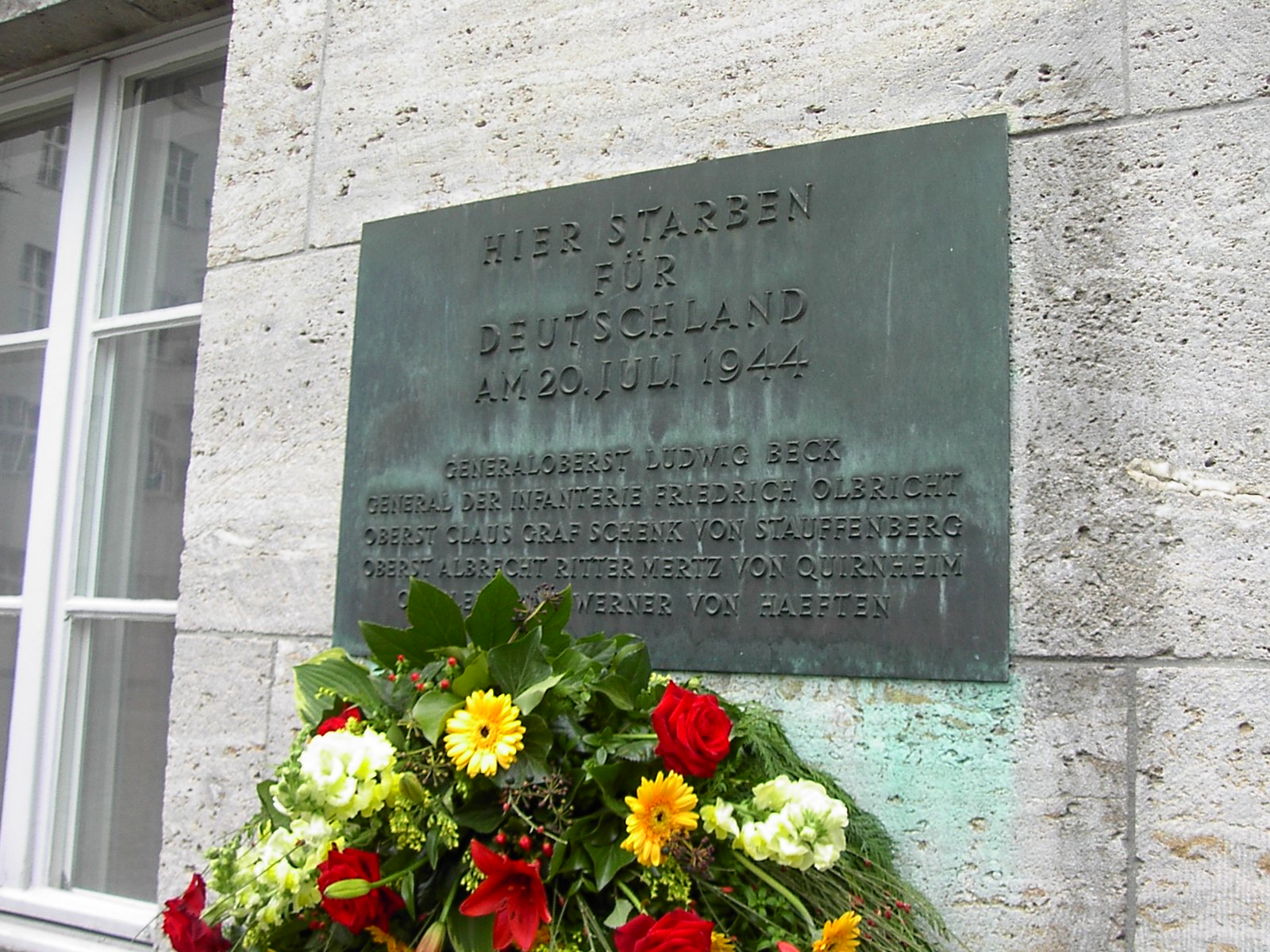
Una placa en el patio interior del Monumento a la Resistencia Alemana, cerca del lugar donde Stauffenberg y los demás fueron ejecutados en julio de 1944.

El Monumento a la Resistencia Alemana (en alemán: Gedenkstätte Deutscher Widerstand), es un monumento y museo en Berlín, capital de Alemania. Fue inaugurado en 1980 en parte del Bendlerblock, un complejo de oficinas en Stauffenbergstrasse (antes Bendlerstrasse), al sur del Tiergarten, en Berlín Occidental. Fue aquí en donde el coronel Claus von Stauffenberg y los otros miembros del Atentado del 20 de julio de 1944 fueron ejecutados.
Aunque el monumento fue pensado en un comienzo para conmemorar a los miembros del Ejército Alemán  que intentaron asesinar a Hitler en 1944, es también un monumento a la resistencia alemana en el sentido más amplio. Los historiadores coinciden en que no hubo un solo movimiento nacional de resistencia en la Alemania nazi durante los años en que Hitler estuvo en el poder (1933 a 1945). Joachim Fest lo describe como "la resistencia que nunca fue". Sin embargo, el término resistencia alemana (Deutscher Widerstand) ahora se utiliza para describir todos los elementos de la oposición y la resistencia al régimen nazi, incluyendo las redes subterráneas de los socialdemócratas y los comunistas, La Rosa Blanca, las actividades de oposición de las iglesias cristianas (por ejemplo, la Iglesia Confesante), y los grupos de resistencia que estaban en la administración pública del país, los órganos de inteligencia y las fuerzas armadas.

## Diseño
El visitante entra al museo de Stauffenbergstrasse través de un arco, en la pared de la cual se inscribe:. "Aquí, en el ex Cuartel General Supremo del Ejército. Alemanes organizaron el intento de poner fin a las injusticias del régimen nazi el 20 de julio de 1944. Para ello, sacrificaron sus vidas. La República Federal de Alemania y el Estado de Berlín crearon este nuevo monumento en 1980". El visitante entra en el patio central, en él se ubica una estatua de un hombre desnudo, dicha estatua marca el lugar donde los conspiradores fueron ejecutados. Una placa en una pared cercana conmemora este acontecimiento. Delante de la estatua, incrustado en el suelo, una placa dice en alemán:

Ihr trugt die Schande nicht.

Ihr wehrtet euch.

Ihr gabt das große ewig wache Zeichen der Umkehr,

opfernd Euer heißes Leben für Freiheit, Recht, und Ehre.
(Traducción al español)

No soportaron la vergüenza.

Resistieron.

A costa de sacrificar sus apasionadas vidas por la libertad, la justicia y el honor.

## Exposición del Museo

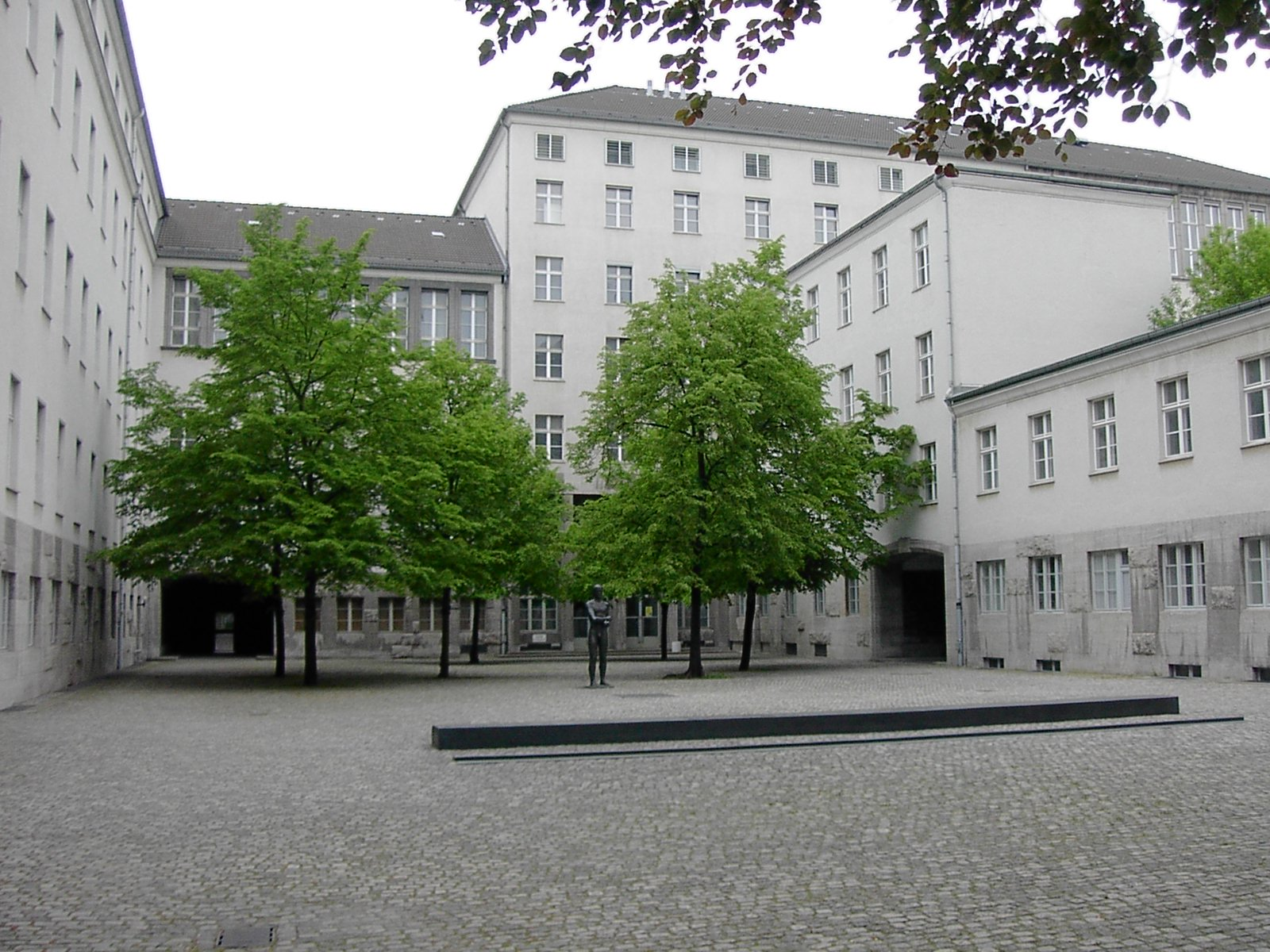
El patio del Bendlerblock, donde el 20 de julio de 1944 los conspiradores fueron ejecutados. El Monumento a la Resistencia Alemana se encuentra en los edificios a la izquierda de la foto.

El museo consta de una serie de exposiciones que relatan la historia de la Alemania nazi y de todas aquellas personas y grupos que se le opusieron. A toda la resistencia se les da el mismo respeto. El museo busca mostrar todos los estratos de la sociedad alemana que participaron en la actividad de la resistencia. No trata de ocultar el hecho de que la gran mayoría de los alemanes apoyaron el régimen de Hitler y que nunca hubo un movimiento efectivo de resistencia nacional.
Se presta especial atención  a las figuras de la resistencia militar, como Stauffenberg, Ludwig Beck, Erwin von Witzleben, Günther von Kluge, Erich Hoepner, Hans Oster y Friedrich Olbricht. Se subraya la nueva doctrina militar alemana, que sostiene que los militares tienen un deber moral que va más allá de la obediencia ciega a las órdenes, y que los oficiales que conspiraron para matar a Hitler no eran traidores, sino héroes. El mismo punto se hace acerca de otros alemanes que fueron exiliados y que ayudaron al esfuerzo de guerra aliado contra Alemania, como Marlene Dietrich.
El museo también tiene un punto de muestra sobre cómo Hitler explotó el antisemitismo para ganar poder y conducir a Alemania a la ruina. Se muestran ejemplos gráficos de propaganda nazi antisemita. El museo reproduce muchos documentos oficiales, periódicos, carteles, volantes, cartas privadas ilegales y fotografías: más de 5.000 elementos individuales.